# Sankt Kanzian am Klopeiner See
Sankt Kanzian am Klopeiner See (szlovénül: Škocjan v Podjuni),) osztrák község Karintia Völkermarkti járásában. 2016 januárjában 4483 lakosa volt.

## Elhelyezkedése

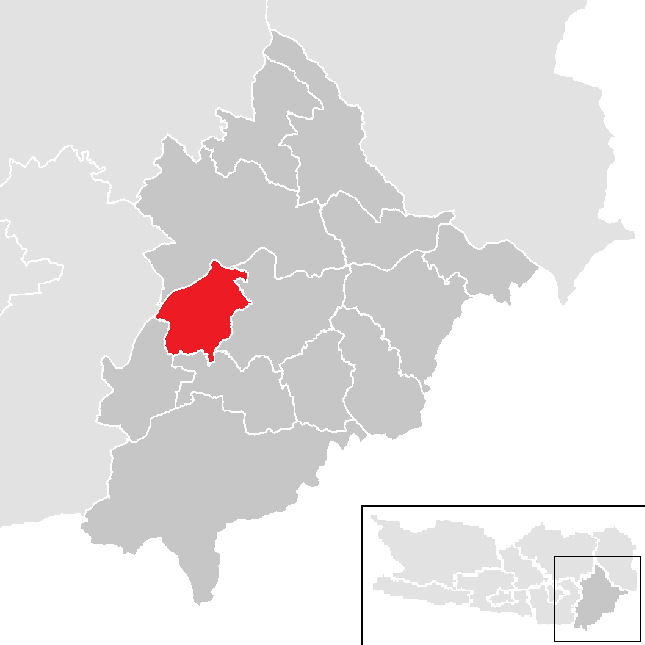
Sankt Kanzian a Völkermarkti járásban

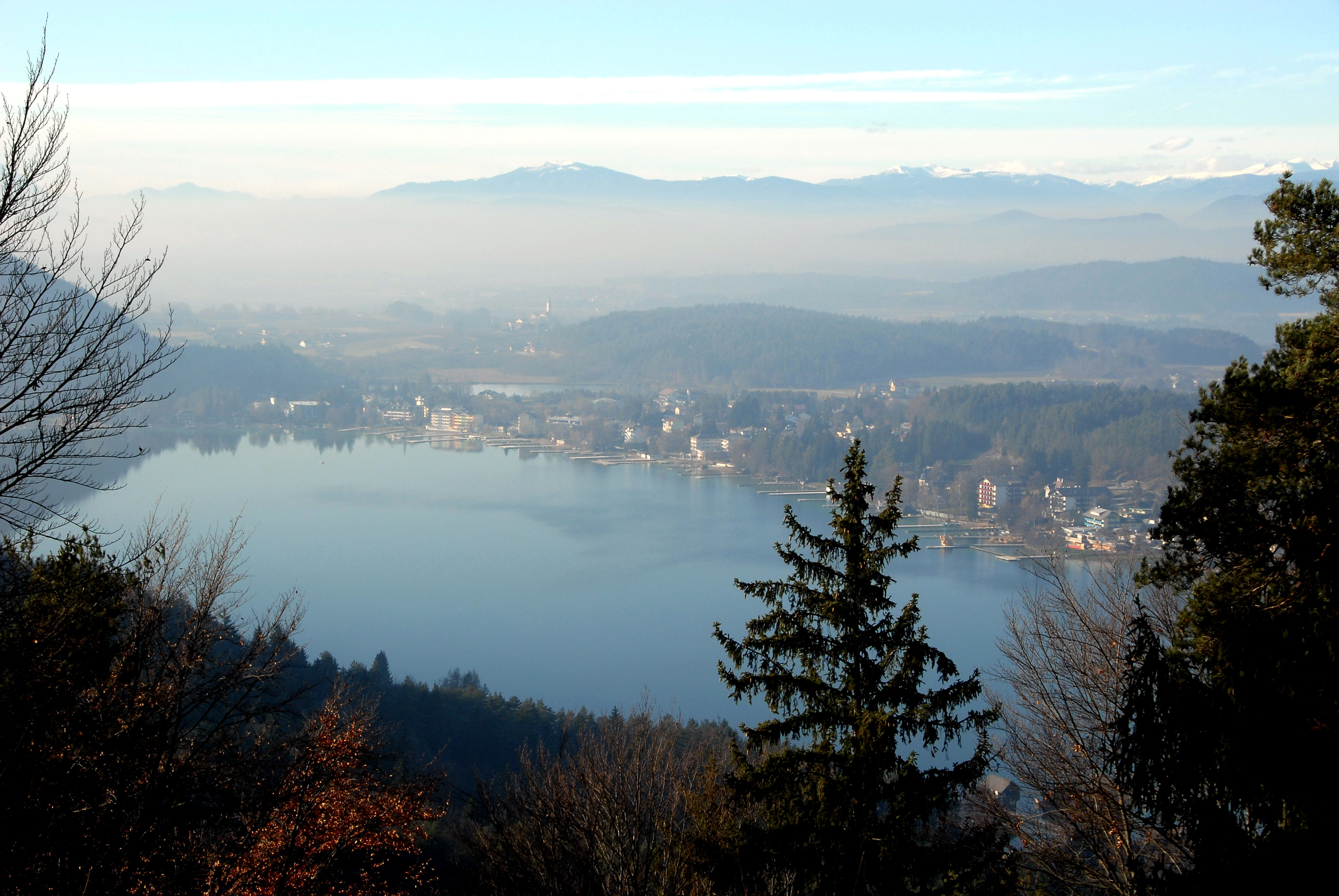
A Klopeiner See

Sankt Kanzian Karintia délkeleti részén helyezkedik el, a Jauntal völgyében, délre a Dráva vizét felduzzasztó Völkermarkti-víztározótól. Területén a következő tavak találhatóak: Klopeiner See, Turnersee és Kleinsee. Az önkormányzathoz 7 katasztrális községben 37 kisebb-nagyobb falu és településrész tartozik, amelyek lakossága 9 (Oberburg) és 592 (Wasserhofen) között változik. 
A környező települések: északra Völkermarkt, keletre Eberndorf, délre Sittersdorf, délnyugatra Gallizien, nyugatra Grafenstein. 	

## Története
A Klopeiner See délkeleti partjainál fekvő Gracarca-hegyen az urnamezős kultúra népének tulajdonított, i.e. 900-730 körüli település nyomaira bukkantak, akiket i.e. 730-300 között a hallstatti kultúra váltott fel. Egyes kutatók feltételezik, hogy itt lehetett a rómaiak által megszállt kelta királyság, Noricum fővárosa, Noreia. A késő ókori (i.sz. 300-590) és kora középkori sírok arra utalnak, hogy a terület folyamatosan lakott volt. A itt talált sírok közül kiemelkedik egy karantán lovas harcos nyughelye. 
St. Kanzian temploma a 290-ben kivégzett Cantius, Cantianus és Cantianilla mártíroknak van szentelve. Az egyházközség a 12. század elején már létezett, mert 1106-ban Udalricus pátriárka átengedte az eberndorfi kolostornak. 
St. Kanzian 1866-ban vált önálló önkormányzattá, miután a ma Eberndorfhoz tartozó Kühnsdorf községet szétdarabolták. A község mai területe alapvetően 1944-ben jött létre, mikor Rückersdorf önkormányzatát felszámolták és területeit a szomszédos községek között osztották szét. A Klopeiner Seere épülő turizmus már a 19. században megindult, 1950 óta pedig St. Kanzian Karintia egyik legkedveltebb turistacélpontja. 

## Lakosság

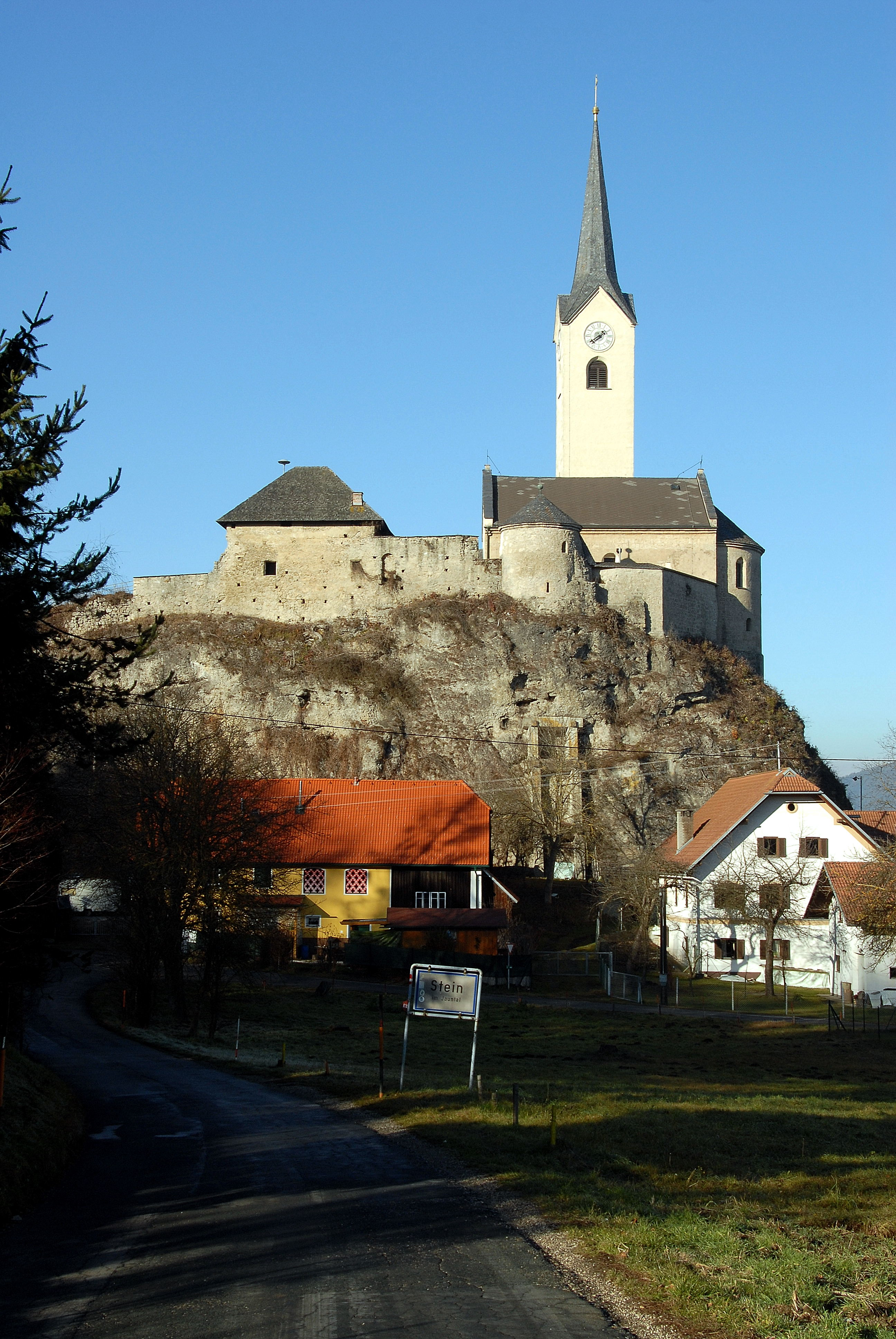
A steini Szt. Lőrinc-templom

A Sankt Kanzian-i önkormányzat területén 2016 januárjában 4483 fő élt, ami növekedést jelent a 2001-es 4297 lakoshoz képest. Akkor a helybeliek 94,4%-a osztrák, 1,9%-a boszniai, 1,1%-a pedig német állampolgár volt. A szlovén nemzetiség aránya 12,8%-ot tett ki. 88% katolikusnak, 3,3% evangélikusnak, 2,3% mohamedánnak, 4,4% pedig felekezeten kívülinek vallotta magát. 

## Látnivalók
- a Szt. Kanzian plébániatemplom
- a kiemelkedő sziklára épített Szt. Lőrinc-erődtemplom Stein im Jauntal-ban
- a Magdolna-templom Wasserhofenben
- Kelta múzeum a Gracarcán
- a turnerseei madárpark

## Fordítás
- Ez a szócikk részben vagy egészben  a   Sankt Kanzian am Klopeiner See című német Wikipédia-szócikk ezen változatának fordításán alapul.  Az eredeti cikk szerkesztőit annak laptörténete sorolja fel. Ez a jelzés csupán a megfogalmazás eredetét és a szerzői jogokat jelzi, nem szolgál a cikkben szereplő információk forrásmegjelöléseként.